# Иштван Јухас
Иштван Јухас (мађ. Juhász István; Будимпешта, 17. јул 1945 — 16. септембар 2024) био је мађарски фудбалски репрезентативац, који је играо за ТК Ференцварош. Најчешће је играо на позицији везног играча.
Освојио је златну медаљу у фудбалу на Летњим олимпијским играма 1968., а такође је учествовао на УЕФА Еуру 1972. за фудбалску репрезентацију Мађарске.

## Клуб
Каријеру је започео у омладинском тиму Ференцвароша, а потом је дебитовао у сениорској селекцији 1963. године. Са зелено-белима је освојио четири титуле првака и три пута је освојио Куп Мађарске. Од интернационалних успеха са клубом је у сезони 1964/65 освојио Куп сајамских градова и био у финалу Купа освајача купова 1974/75. У Ференцварошу је одиграо 302. утакмице и постигао је 41 гол.

## Репрезентација
У репрезентацији Мађарске наступио је 23 пута између 1969. и 1974. године и постигао је 1 гол. Са мађарском репрезентацијом је освојио златну медаљу на Олимпијским играма у Мексику 1968. године. Играо је у олимпијском тиму 6 пута. Био је члан је тима који је заузео 4. место на Европском првенству 1972. у Белгији.

## Остварења

### Клуб
Ференцварош
- Прва лига Мађарске у фудбалу : 
  - шампион (4):  1964,1967, 1968, 1976
- Куп Мађарске у фудбалу:
  - победник (3): 1972, 1974, 1976
  - финалиста(1): 1966
- Куп сајамских градова:
  - победник (1): 1964/65
  - финалиста (1): 1967/68
  - полуфиналиста (1): 1962/63
- УЕФА Лига Европе:
  - полуфинале (1): 1971/72
- Куп европских шампиона:
  - четвртфинале (1): 1965/66
- Куп победника купова у фудбалу
  - финале (1): 1974/75

### Репрезентација
Фудбалска репрезентација Мађарске
- Фудбал на Летњим олимпијским играма
  - златна медаља (1): 1968
- Европско првенство у фудбалу
  - четврти (1): 1972

### Појединачно
- Кућа славних Ференцвароша: 1974.